# Свети Георги (Каварна)
Вижте пояснителната страница за други значения на Свети Георги.
„Свети Георги“ е църква в Каварна.
Тя е най-старата запазена възрожденска сграда в града. своеобразната ѝ архитектура и ценните икони я определят като уникален паметник на културата. Тя е еднокорабна, едноапсидна, с полуцилиндричен таван.
Според изсечения каменен надпис над южната врата xрамът е бил построен през 1836 г. Той е свързан с борбата на местното население за освобождение. Опожарен е по време на Каварненското въстание през 1877 г.
В края на XIX век, при възстановяването на църквата, до северозападния ъгъл е пристроена камбанарийна кула, а по продължение на западната и част от южната стена е долепена широка нартика.
От септември 2007 г. храмът има нов иконостас – истинско произведение на изкуството. Той е изработен от дърворезбаря Дончо Дончев. Иконостасът е с размери 6 х 4,5 m. Колоните и фризовете са направени от череша, а паната – от орех.
По решение на местните власти свети Георги е обявен за покровител на Каварна, а 6 май става официален празник на града.